# GLORY JACKPOT SYSTEM
GLORY JACKPOT SYSTEM（グローリー ジャックポット システム）は名古屋出身のヒップホップ、ポップ、ロック、グループである。名古屋を拠点に活動する4MCかつ6人組バンドで、ROCK・HIP HOP・ELECTROを中心としたサウンドで、4MCがどこからでもシュートを放ってくるスペインサッカーのような攻撃力を兼ね備えた、音の無敵艦隊との異名をもつ。

## 略歴
- 2004年4月、バンド結成。
- 2005年4月、KARO加入。
- 2006年9月、インディーズデビュー。
- 2010年、MASAHIRO加入。
- 2011年、HIDE加入。

## メンバー
- KARO（カロ）Vo.MC
- HOMARE（ホマレ）MC.Gt
- James（ジェームス）MC.DJ
- MASAHIRO（マサヒロ）MC.Gt
- C.O.P.P.（コップ）Ba
- HIDE（ヒデ）Dr

## ディスコグラフィー

### ミニアルバム
1. Laundry -sweep of sleep-（2006年9月1日）
2. DELLA!!CIRCUS!!（2008年11月5日）
3. ユメコイヒトトキ（2009年11月4日）
4. TABOO e.p.（2011年05月22日）

### シングル
1. チアーズ★☆/HOTARU（2010年8月11日）

## タイアップ
- 『Green Day』 - テレビ朝日系列TV「ラブちぇん」2008年11月エンディングテーマ
- 『虹かかる場所』 - メ〜テレ「キングコングのあるコトないコト」、「アクセる★ビリー!」エンディングテーマ、ウェザーニュース（どですか!内）テーマソング。
- 『ベストキッド』 - メ〜テレ「焼肉処　百えん屋」CMソング。
- 『Bear away the bell』 - 日本バスケットボールリーグ(JBL)「アイシンシーホース」テーマソング。